# Mattig
Mattig er en flod i de østrigske delstater Salzburg og Oberösterreich. Floden udspringer nord for byen Salzburg i kommunen Elizhausen og udmunder efter 40 km i Inn ved Braunau.
Kort efter kilden flyder Mattig gennem Obertraumer See og Grabensee og når her Oberösterreich. Den passerer gennem kommunen Mattighofen, der er opkaldt efter floden. Få kilometer herefter udmunder den i Inn. Mattigs længste biflod er Schwemmbach, der udspringer i Kobernaußerwald og udmunder i Mattig ved Uttendorf.
Kort før udmundingen i Inn når Mattig en gennemsnitlig vandmængde på 5,5 m³/s. Mattig har lange traditioner for industrimæssig udnyttelse, men af de oprindelig 30 værker (møller, savværker og senere el-fremstilling) er der kun 14 elværker i drift.[kilde mangler]
Fiskebestanden består hovedsagelig af barber, ørred og stalling, ligesom der også findes gedder, karper, maller, ål og suder.[kilde mangler]